# Perekop, Henicesk
Perekop (în ucraineană Перекоп) este un sat în comuna Ozereanî din raionul Henicesk, regiunea Herson, Ucraina.

## Demografie
Componența lingvistică a localității Perekop
     Ucraineană (84,15%)
     Rusă (15,85%)
Conform recensământului din 2001, majoritatea populației localității Perekop era vorbitoare de ucraineană (84,15%), existând în minoritate și vorbitori de rusă (15,85%).